# Boeing X-32
Il Boeing X-32 era un prototipo di caccia multiruolo di 5ª generazione, proposto dall'azienda statunitense Boeing nella gara di appalto per il programma JSF (Joint Strike Fighter) alla fine degli anni novanta. Questa era dedicata alla scelta di un velivolo che potesse sostituire diversi tipi di aerei dell'USAF, dell'US Navy e dei USMC (Marines). Dalla valutazione comparativa che ne seguì gli venne preferito il prototipo realizzato dalla Lockheed Martin, l'X-35, ora in produzione con la denominazione Lockheed Martin F-35 Lightning II.
L'aereo era caratterizzato da una presa d'aria sotto il cockpit, da due stive sui fianchi della presa d'aria al di sotto della grande ala a delta e soprattutto per l'assenza dei piani orizzontali di coda sostituiti dai piani verticali inclinati come quelli del F/A-18 anche se era previsto che la versione di serie li avrebbe avuti.
Il primo volo dell'X-32 avvenne nel settembre 2000, quando un prototipo decollò dallo stabilimento Boeing di Palmdale e volò fino alla Edwards AFB, dove avrebbe sostenuto i test. Il prototipo della versione STOVL l'X-32B fece il suo primo volo nel marzo 2001.
Il programma dell'X-32 venne interrotto subito dopo il 26 ottobre 2001, dopo cioè che il dipartimento della difesa ebbe dichiarato l'X-35, poi rinominato F-35 Lightning II, vincitore del programma JSF.

## Versioni
X-32Aversione di base ad atterraggio e decollo convenzionale era destinata all'USAF ed eventuali acquirenti europei
X-32Bversione a decollo corto e atterraggio verticale (STOVL); era destinata in special modo ai Marines, alla Royal Navy, alla RAF.
X-32Cversione per impiego sulle portaerei; era destinata all'US Navy.

## Esemplari attualmente esistenti
Due esemplari dell'X-32 sono stati donati a due diversi musei.
Il primo, un prototipo STOVL X-32B, è stato donato al Naval Air Museum sulla Patuxent River Naval Air Station di St. Mary's County, Maryland, mentre il secondo, un X-32A, è stato donato nel 2005 al National Museum of the United States Air Force di Dayton (Ohio), dove è stato restaurato.